# Argocoffeopsis spathulata
Espèce
Statut de conservation UICN

 VU B1ab(i,ii,iii)+2ab(i,ii,iii) : Vulnérable
Argocoffeopsis spathulata A.P.Davis & Sonké est une espèce de plantes de la famille des Rubiacées et du genre Argocoffeopsis. Elle est endémique du Cameroun, où elle est commune au sud du pays.

## Description
Argocoffeopsis spathulata est un arbuste d’environ 2,5 mètres de haut. On le trouve dans les forêts sempervirentes.